# Bistum Goaso
Das Bistum Goaso (lat.: Dioecesis Goasonensis) ist eine in Ghana gelegene römisch-katholische Diözese mit Sitz in Goaso.

## Geschichte
Das Bistum Goaso wurde am 24. Oktober 1997 durch Papst Johannes Paul II. mit der Apostolischen Konstitution Ad aptius aus Gebietsabtretungen des Bistums Sunyani errichtet und dem Erzbistum Cape Coast als Suffraganbistum unterstellt. Erster Bischof wurde Peter Kwaku Atuahene.
Das Bistum Goaso wurde am 17. Januar 2002 dem Erzbistum Kumasi als Suffraganbistum unterstellt.